# Будівля Білоруського державного музею історії Великої Вітчизняної війни
53°54′59″ пн. ш. 27°32′16″ сх. д. / 53.916413888889° пн. ш. 27.537775° сх. д.

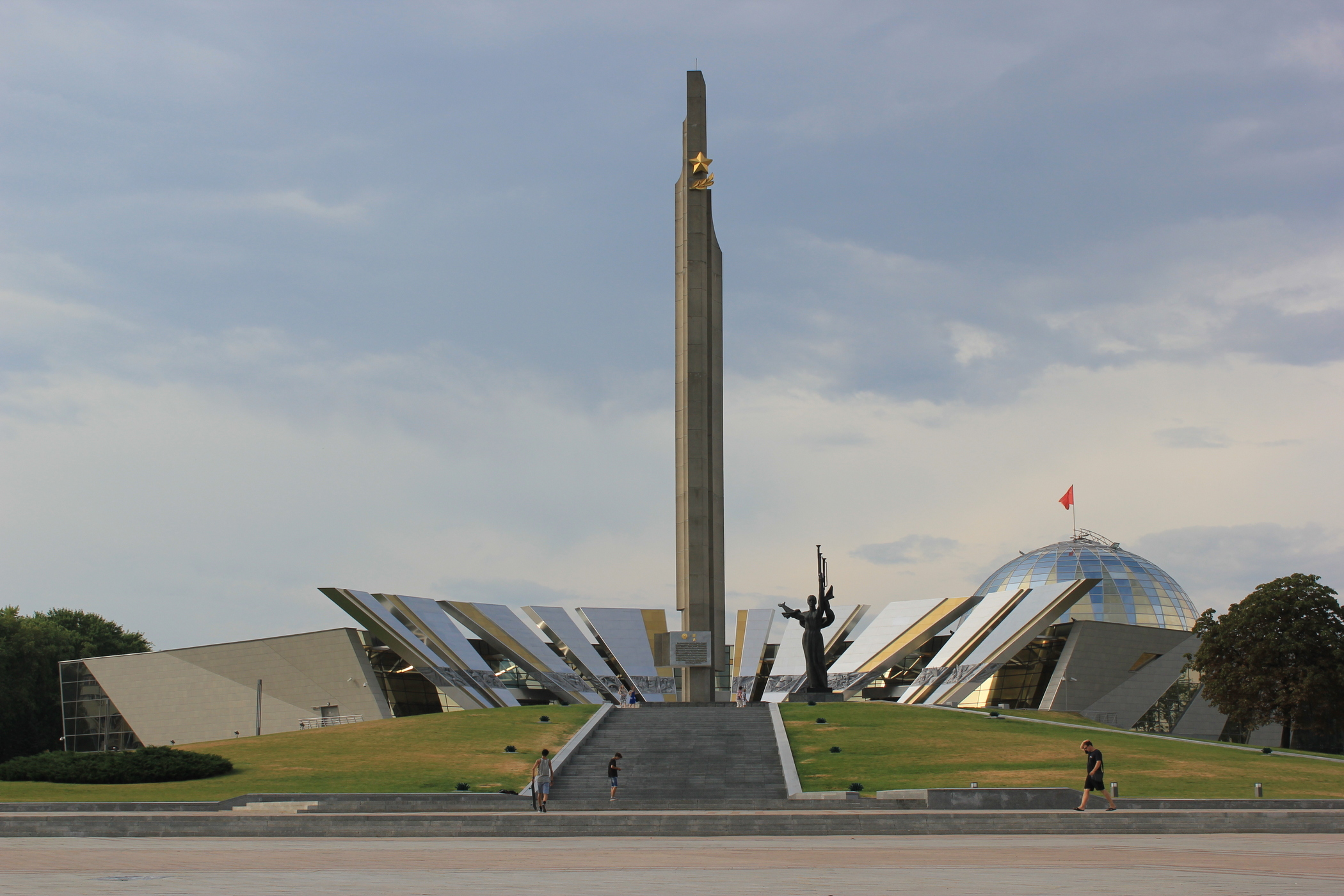
Нова будівля Білоруського державного музею історії Великої Вітчизняної війни

Будівля Білоруського державного музею історії Великої Вітчизняної війни (біл. Будынак Беларускага дзяржаўнага музея гісторыі Вялікай Айчыннай вайны) знаходиться у Мінську на розі проспектів Переможців та Машерова у парку Перемоги, біля обеліска «Мінськ — місто-герой». Музей композиційно та ідейно складає зі стелою єдиний функціональний та архітектурний ансамбль. Поруч з будівлею музею є фонтан із 179 струменями, кожен з яких символізує один населений пункт Білорусі із визволених Червоною Армією в роки війни. Головним архітектором став Віктор Крамаренко, автор будівель Національної бібліотеки Білорусі та Мінського залізничного вокзалу; також у створенні проекту брали участь Віктор Нікітін та Андрій Гришан. 
Будівельні роботи велися у 2010-2013 рр. Відкриття нової будівлі музею планувалося на 9 травня 2014 року, але врешті-решт відбулося 2 липня 2014 року.

## Архітектура
Головний фасад будівлі «Архітектурний салют Перемоги», який формує площу навколо обеліска, має мінімальну висоту — один поверх. Другий йде за рельєфом униз, утворюючи ще один експозиційний рівень. Композиційно будівля складається  з чотирьох основних блоків, які символізують чотири роки війни та чотири фронти, які визволяли Білорусь. Всі вони розміщені по осі, яка веде до обеліска «Мінськ — місто-герой» — лейтмотиву усієї композиції. Між блоками є простір зі скляним дахом. Скляний місток сполучає блоки, а через «тріщину», яка підкреслює драматизм подій, видно обеліск. Такі проміжки-тріщини є між усіма блоками. Вони створюють відчуття скутості, стиснутості: зійшлися дві могутні брили — дві сили, які протистоять одна одній; через скляний проміжок видно лише невеликий шматочок неба, а фрагмент ландшафту слугує нагадуванням про втрачене мирне життя. Протягом всієї експозиції на різних рівнях та блоках домінує обеліск як символ Перемоги.

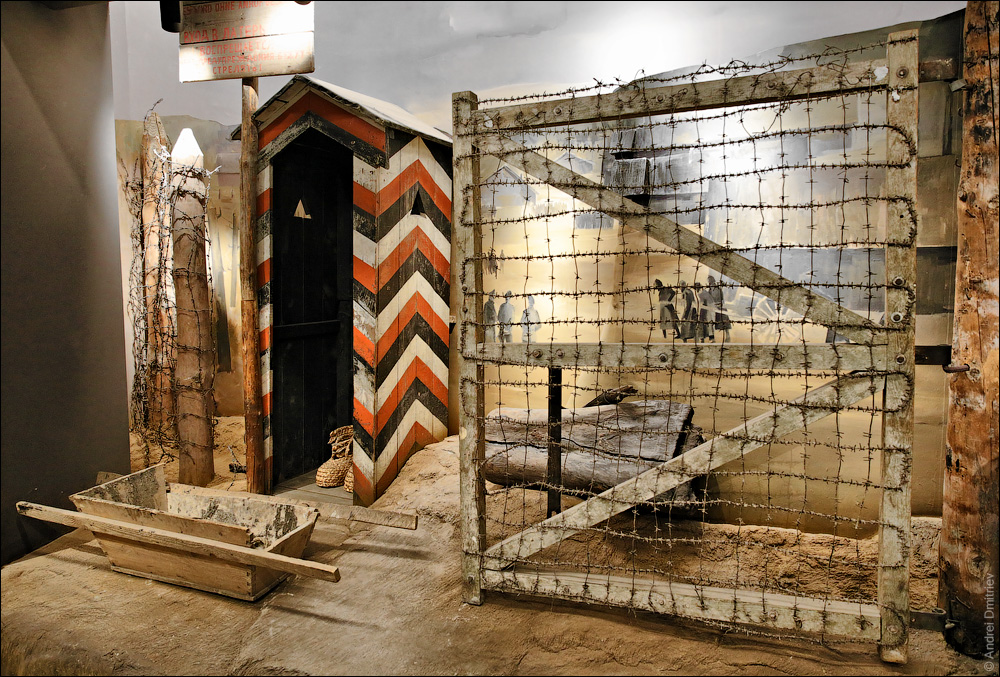
Зала № 6: Нацистський окупаційни режим на території Білорусі. 1941—1944 гг.

Будівля має кілька входів. Головний, робочий вхід, розміщується зі сторони парку; до нього веде алея. Другий вхід, парадний — зі сторони Площі Героїв біля обеліска.
Головний фасад виконано в мажорних формах у вигляді променів Салюту Перемоги, за основу якого було узято запис салюту 1945 року. Нержавіюча сталь, з якої зроблені пілони, за авторським задумом як ніякий інший матеріал має уособлювати специфіку війни, а скло золотавого кольору — золото Перемоги. Як наголошують автори, вони невипадково обрали таке контрастне поєднання суворого блиску сталі та золотого сяйва скла, в результаті якого був досягнутий яскравий архітектурний ефект.

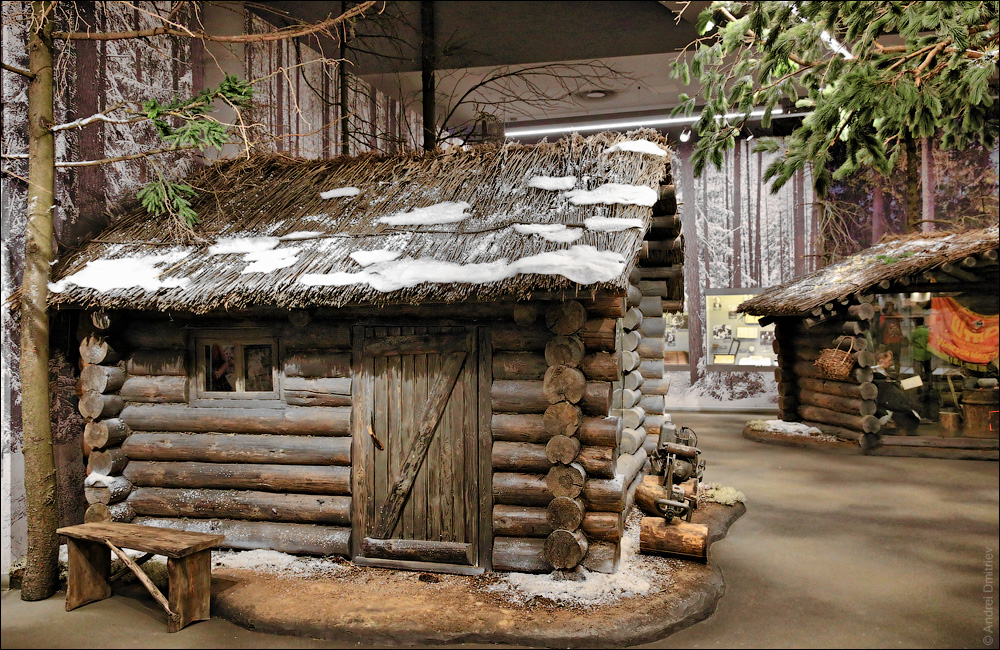
Партизанський рух та антифашистська підпільна боротьба в Білорусі

Величний вигляд будівлі, незважаючи на її розпластаність, досягається за рахунок вертикалей, які у єдиному могутньому пориві створюють архітектурний сплеск символічного салюту. На пілонах також можна побачити низку барельєфів, які ілюструють різні етапи Великої Вітчизняної війни та містять вписані імена Героїв Радянського Союзу.
Задній фасад виконано у більш монументальних формах, які зображують боротьбу та міць наступу. Всі його елементи звернені на захід, звідки прийшла війна і куди згодом прямувала Перемога. Східний фасад уособлює мир. Цей дзеркальний фасад відображує парк та його природу, мирне життя, зелень та дерева.

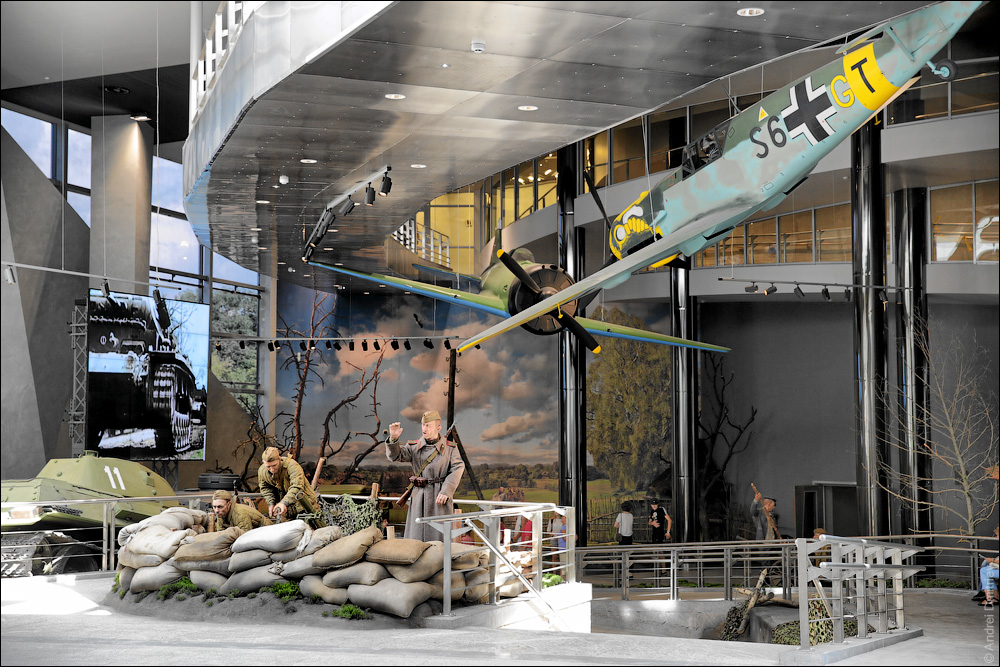
Інтер'єр однієї із зал музею

Організація та наповнення інтер'єру підкреслюють воєнний характер музею; це простежується у специфіці форм, які органічно переходять з фасаду в інтер'єр та побудовані за принципом послідовного руху. Розмір приміщень та їх висота доволі великі через те, що у музеї експонуються найрізноманітніші трофеї, — включно з літаками, які «ширяють» над залою.
10 зал розміщено за хронологією воєнних дій. Всі приміщення об'єднує одна велика зала під назвою «Дорога війни», з якої можна послідовно потрапити до першого, другого і третього блоків, поступово підіймаючись за рельєфом, оскільки «Дорога» повторює риси рельєфу самого парку. «Дорога війни» закінчується Залою Перемоги, яка знаходиться на даху музею. Зала Перемоги також є меморіальною: тут увіковічено Героїв Радянського Союзу та перечислено військові формування, які отримали почесні найменування за звільнення Білорусі. 
Будівля наповнена різноманітними технічними пристроями; так, нарівні з унікальними історичними експонатами тут є інфокіоски, відеоекрани, проектори, а також система FogScreen, що проектує відеозображення на стіну туману.
Зала Перемоги має форму купола, увінчаного червоним стягом, що нагадує купол рейхстагу, над яким було здійнято Прапор Перемоги. З цієї зали відкривається мальовничий вид на парк та панораму міста . Увечері промені будівлі підсвічуються лазером.